# 越韓関係
越韓関係（えつかんかんけい、ベトナム語：Quan hệ Việt - Hàn / 關係越-韓、朝鮮語: 한베관계,한월 관계 / 韓베關係,韓越關係）では、ベトナム社会主義共和国と大韓民国との間の二国間関係、及び国交樹立前の歴史などを概説する。

## 概要
1955年、南ベトナムであるベトナム共和国を国家承認。
1956年、国交樹立。
1964年、ベトナム戦争。
1992年、現在のベトナム社会主義共和国と国交樹立。

## ベトナム戦争

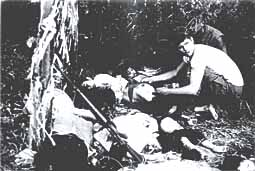
大韓民国海兵隊第2海兵師団 (韓国)（青龍部隊）に虐殺されたフォンニ村住民の遺体を収容するアメリカ兵

1964年に第一次派兵に始まり1973年の撤退まで大韓民国国軍はベトナム戦争に参戦した。
5000人の戦死者を出しただけでなく南ベトナムでハミの虐殺など大規模な戦争犯罪を引き起こした。

### 補償問題
ベトナムと韓国の国交正常化の際ベトナム側はベトナム戦争での補償などを求めないことを決めた。
一方民間では韓国軍の戦争犯罪被害者などが謝罪、補償の要求を求め裁判など活動を行っている他韓国国内も革新派メディアが被害者への補償、謝罪を求めている。しかし両国政府ともにベトナム戦争の真相究明には後ろ向きでありベトナム政府はそのような団体に調査協力を行っておらず韓国政府への補償、謝罪は不必要であると求めていない。
背景としてはベトナム政府が友好関係を害し経済的結びつきを弱めたくない以外に北ベトナムの戦争犯罪など国内の問題があるためと見られている。そもそも被害にあった人々は南ベトナムの人間であり現政府にとっては統一に貢献しなかった敵国の人間に過ぎない。そのような人々が南ベトナムからの検証などをすることで現在の体制がゆらぎかねない「反国家宣伝」と警戒している。BBCが韓国軍の戦争犯罪被害者でドキュメンタリー番組の撮影を求めた際にベトナム政府はBBCの要求を拒否した。

## 国交樹立後
- 2018年 文在寅大統領がベトナム戦争での虐殺を念頭に「遺憾の意」をベトナム政府に伝えた。

## 経済関係
2020年の韓国企業の直接投資額はシンガポール企業についで多く39億ドルであった。
2019年ベトナムは韓国にとって輸出では3番目、輸入では5番目の国であった。
2015年12月20日、ベトナム・韓国自由貿易協定が発効。
2010年中頃から韓国によりベトナムへの直接投資は急増、2000年では7000万ドルであったが2020年では26億ドルであった。
JETROによると、ベトナムに進出している日本の企業は約2000社であるのに対し、韓国の企業は約8000社。滞在人数も、在ベトナム日本人は2万2000人であるのに対し、20万人以上の韓国人がベトナムで生活している。

## 民間の関係

### 在韓ベトナム人
2020年時点で約20万人が滞在しており中国の次に多い。
結婚移民も多く韓国人男性との国際結婚ではベトナム人女性が2015年以降最大で毎年5000人前後となっている。

## 外交使節

### 駐ベトナム韓国大使

#### 駐南ベトナム韓国大使
1. 崔徳新（1956～1961年、信任状捧呈は5月23日（特命全権公使）[12][13]、信任状捧呈は1958年4月8日（特命全権大使）[14][15][16][17]）
2. 朴東鎮（1961～1962年、信任状捧呈は12月15日[18][19][20][21][22][23]）
3. 申尚澈（1962～1970年、信任状捧呈は12月3日[24][23]）
4. 柳陽洙（1971～1974年、信任状捧呈は3月5日[25][26]）
5. 金栄寛（朝鮮語版）（1974～1975年、信任状捧呈は4月5日[27]）

### 駐韓ベトナム大使

#### 駐韓南ベトナム大使
1. ズオン・バン・ドゥック（ベトナム語版）（1956～1957年、信任状捧呈は6月28日（特命全権公使）[28][29][30][31][32][33][34][35][36][37]）
  - （臨時代理公使）グエン・クイ・アイン（中国語版）（1957～1958年）
  - （臨時代理大使）グエン・クイ・アイン（1958～1964年）
  - （臨時代理大使）ゴ・トン・ダット（中国語版）（1964～1966年）
2. ゴ・トン・ダット（1966～1967年、信任状捧呈は2月28日[38][39][40][41][42]）
3. ド・カオ・トリ（ベトナム語版）（1967～1968年、信任状捧呈は8月16日[43][44][45][46][47][48][49]）
  - （臨時代理大使）ダン・ゴック・デュー（1968～1969年）[50][51][52]
4. ファム・スアン・チュウ（ベトナム語版）（1969～1975年、信任状捧呈は5月22日[53][54][55][56][57][58][59]）